# Liste der Monuments historiques in Trélon
Die Liste der Monuments historiques in Trélon führt die Monuments historiques in der französischen Gemeinde Trélon auf.

## Liste der Bauwerke
| Bezeichnung    | Beschreibung                  | Standort                    | Kennzeichnung | Schutzstatus | Datum | Bild           |
| -------------- | ----------------------------- | --------------------------- | ------------- | ------------ | ----- | -------------- |
| Schloss Trélon | Erbaut im 18./19. Jahrhundert | Place de la Piquerie (Lage) | PA00107845    | Inscrit      | 1986  | weitere Bilder |

## Liste der Objekte
- Monuments historiques (Objekte) in Trélon in der Base Palissy des französischen Kultusministeriums